# Godło Afganistanu
Godło Islamskiego Emiratu Afganistanu – godło państwowe Afganistanu, w latach 1996–2001 oraz od 15 sierpnia 2021 – daty upadku Kabulu.

## Dawne godła Afganistanu
W XX-wiecznej historii Afganistan posiadał wiele rozmaitych godeł (łącznie 17), co związane jest z częstymi zmianami ustrojowymi, jakie następowały w tym kraju. Najczęściej ich głównym motywem był meczet (tak było na godłach z lat 1901–1919, 1919–1928, 1928, 1929–1930, 1930–1973, 1974 oraz po upadku komunizmu – 1991–1996 i 2001–2004).
Ponadto większość godeł było umieszczane również na fladze państwowej.

1901–1919
1919–1926
1926–1928
1928–1929
1929
1931–1973
1973–1974
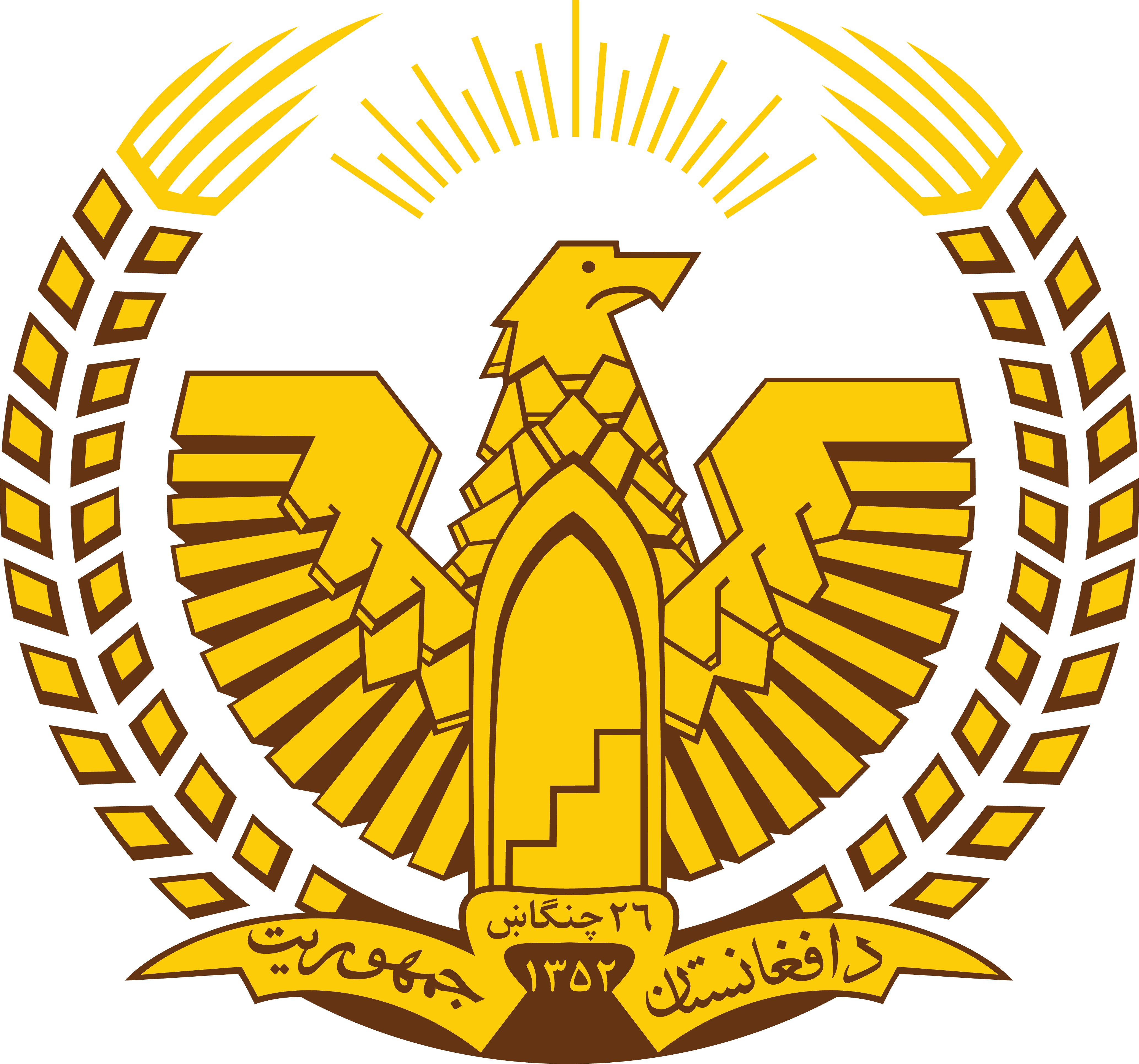
1974–1978
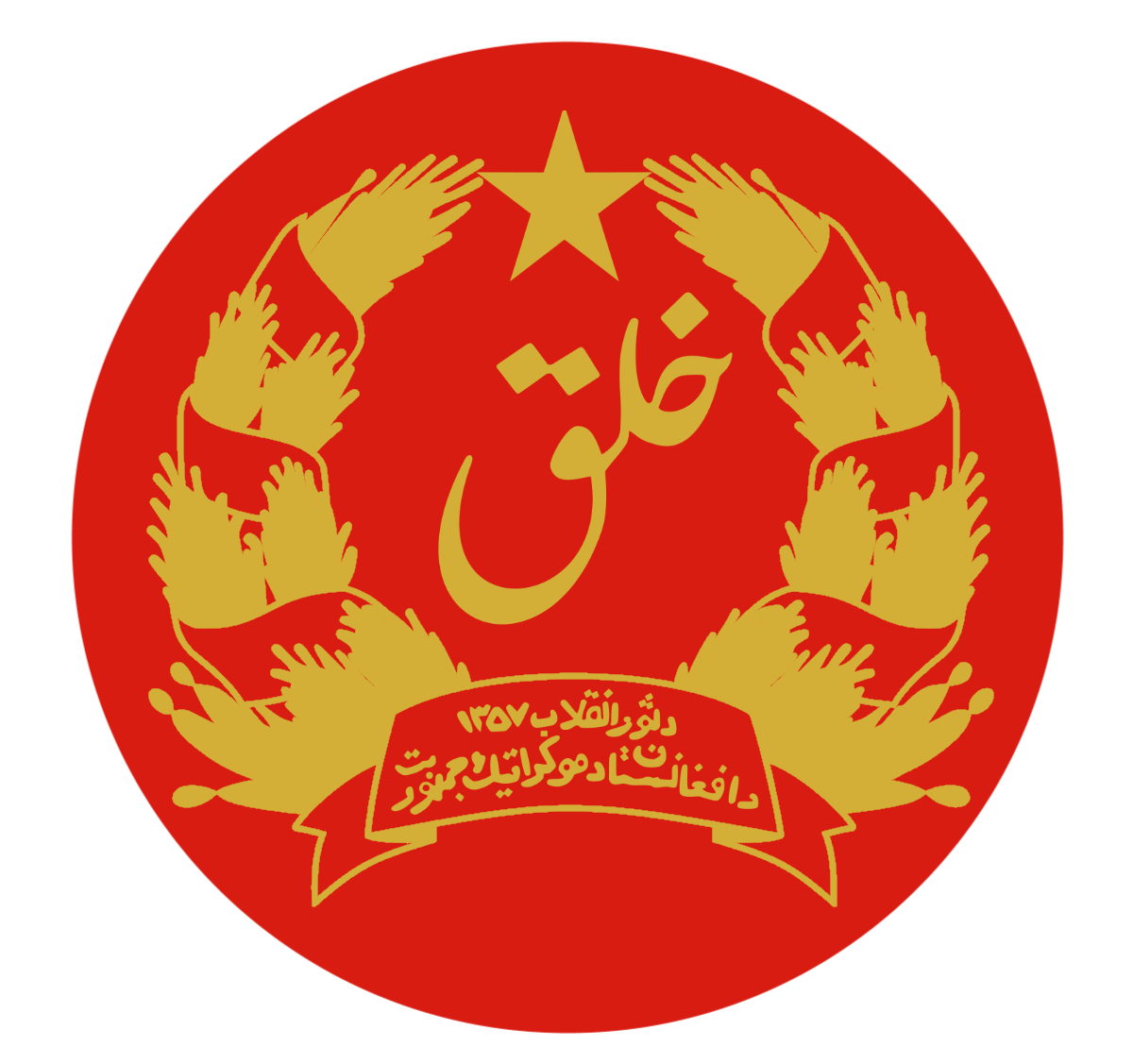
1978–1979
Islamska Republika Afganistanu 1992–1996
2002–2004
Islamska Republika Afganistanu 2004–2013
Islamska Republika Afganistanu 2013–2021